# Осада Варшавы (1794)
Осада Варшавы (польск. Oblężenie Warszawy) — одно из сражений во время восстания Костюшко, длившееся с 13 июля по 6 сентября 1794 года.

## Ход событий
Весной 1794 года Варшава присоединилась к восстанию Костюшко. Обе стороны считали столицу чрезвычайно важной для победы или поражения восстания. Для взятия этого стратегически важного пункта Пруссия отправила 25-тысячную армию при 179 орудиях под командованием самого короля Фридриха Вильгельма II, а Россия — 13 тысяч при 74 орудиях под командованием И. Е. Ферзена.
После поражения при Щекоцинах Костюшко отвёл к столице полевую армию (17 тысяч регулярных войск и 18 тысяч косиньеров), которая соединилась с гарнизоном (3 тысячи) и городским ополчением (до 15 тысяч). Он сумел подготовить столицу к осаде. На окраине города были вырыты траншеи и возведены укрепления. В распоряжении Костюшко также было 415 пушек.
Осаждающие ждали подхода тяжёлой артиллерии, и первый штурм провели лишь 27 июля. Эта атака на Волю была отбита генералом Юзефом Зайончеком и князем Юзефом Понятовским.
26 августа пруссаки после ожесточенных боев захватили Шведские Гурки и Вавжишев. 28 августа состоялся последний штурм, на Ольху-Повонзки и Маримонт, которую защищал Ян Генрик Домбровский и поддержал Костюшко, который также был отбит. Прусская армия больше не могла себе позволить большего.
Вспыхнувшее восстание в Великой Польше вынудило короля Фридриха Вильгельма II 6 сентября снять осаду. В ходе боев на подступах к Варшаве прусская армия сократилась до 18 тысяч — она потеряла почти половину своей первоначальной численности. Прусские войска отошли к реке Бзура, русские — к реке Пилица.